# Лена Гинтер
Лена Гинтер (Келн, 16. април 1991) је немачка атлетска репрезентативка. Такмичи се у спринтерским дисциплинама, а у репрезентацији је поред појединачних дисциплина члан штафете 4 х 100 м.

## Спортска каријера
У атлетику је ушла 2002. са 11 година.[https://web.archive.org/web/20110918024304/http://www.wordpress.lt-dshs-koeln.de/?p=2661%5D%3C%2Fsmall> Спринтерску каријеру је почела у АК Немачке спортске школе у Келну (LT DSHS,(Leichtathletik-Team Deutsche Sporthochschule Köln)). Лена Гинтер је 2008. била немачки Б првак младих на 100 метара, 2009. је са штафетом била јуниорски европски првак, а 2010. омладински првак на 100 метара, 200 метара и са клупском штафетом 4 х 100 метара и била најуспешнији млади спортиста немачког првенства. На Европском првенству нада 2011. била је друга на 100 метара.
У свом првом старту у сениорској конкуренцији на Европском првенству 2012. у Хелсинкију освојила је злато са штафетом у саставу:Лена Гинтер, Ана Кибис, Татјана Лофамаканда Пинто, Верена Зајлер. После тог успеха са штафетом исте године је учествовала на Олимпијским играма у Лондону и заузела 5. место.

## Лични рекорди
- 100 м: 11,33 s, 27. јул 2012. Вајнхајм
- 200 м: 23,15 s, 28. мај 2012. Стразбур
- 60 м/ дворана: 7,32 s, 27. фебруар 2010 in Карлсруе